# Aldona de Lituanie
Aldona de Lituanie (en polonais : Aldona Anna Giedyminówna), née vers 1309 et morte le 26 mai 1339 à Cracovie, est une princesse de la dynastie des Gédiminides, fille du grand-duc Ghédimin de Lituanie. Elle fut reine de Pologne de 1333 jusqu'à sa mort, par son mariage avec le roi Casimir III.

## Biographie
Aldona est la fille de Ghédimin (mort en 1341), grand-duc de Lituanie à partir de 1316, et de son épouse Jewna de Polotsk (ou possiblement d'une autre femme). Elle était considéré comme une femme pieuse qui aime la musique.

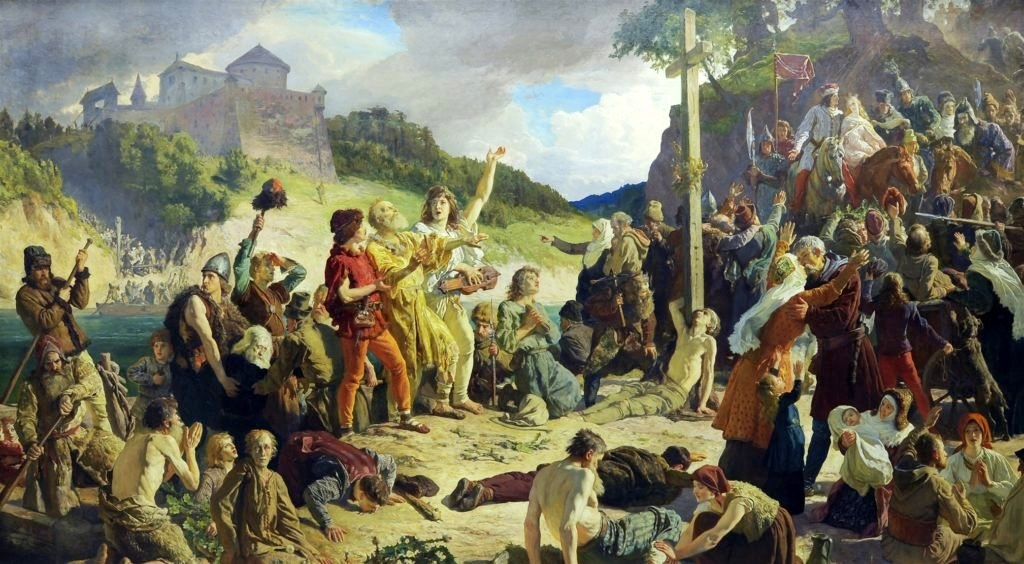
La dot de la princesse Aldona, peinture historique de Wojciech Gerson, 1894.

Elle arrive en Pologne en 1325, et fut baptisée au nom d'Anne le 30 avril. Cet événement a été précédé par des négociations menées par son père et le roi Ladislas Ier de Pologne pour son mariage avec le prince héritier Casimir III. En dot, Ghédimin aurait libéré 25 000 prisonniers polonais.
Le rapprochement des deux pays se déroula face à la menace des forces de l'État teutonique ; il constitue une anticipation de l'union de Krewo signée en 1385, qui crée une union personnelle des deux États, et de la république des Deux Nations scellée par l'union de Lublin en 1569.

## Mariage et descendance
Le 16 octobre 1325, Aldona épouse Casimir III (1310-1370), fils du roi Ladislas Ier de Pologne issu de la maison Piast. Ils eurent deux filles :
- Élisabeth (en) (1330-1361), mariée en 1343 au duc Bogusław V de Poméranie (1318-1373) : leur fille Elisabeth de Poméranie épouse l'empereur Charles IV, d'où l'empereur Sigismond de Luxembourg ;
- Cunégonde (1335-1357), mariée en 1352 à Louis VI le Romain (1328-1365), margrave de Brandebourg, fils de l'empereur Louis IV issu de la maison de Wittelsbach.

La reine Aldona mourut à l'âge de 39 ans ; elle fut enterrée dans la cathédrale du Wawel. Son mari Casimir se remaria avec Adélaïde de Hesse en 1341.

## Source de la traduction
- (en) Cet article est partiellement ou en totalité issu de l’article de Wikipédia en anglais intitulé « Aldona of Lithuania » (voir la liste des auteurs).